# ISDN telefon
Az ISDN a 20. század végétől használt digitális távközlési technológia. Az ISDN (Integrated Services Digital Network) angol rövidítés, jelentése integrált szolgáltatású digitális hálózat. Az ISDN telefon e technológiának a hang-átvitelre szűkített értelmezése.
A fejlett országok telefonközpontjai az 1990-as években már digitális rendszerben működtek, a hálózat digitalizálását viszont csak hosszú idő alatt lehet megvalósítani elsősorban fényvezető kábelekkel. Egy olyan átmeneti megoldást kellett találni, mely alkalmas a digitális átvitelre hagyományos kábelekkel is. Ennek első változata volt az ISDN, amely tulajdonképpen egy hagyományos egy érpáros összeköttetés rézkábelen. A felhasználói (előfizetői) oldal egy csatlakozó dobozban (ISDN faliközpont) végződik, melyen van általában két RJ-45-ös kimenet az ISDN eszközöknek (telefon, modem és fax), valamint két analóg kimenet az analóg telefonok, faxok, modemek számára. Az ISDN valamelyest előrelépést jelent a hagyományos analóg telefonösszeköttetéshez képest, mivel a legegyszerűbb esetben is kétcsatornás egyidejű adatátvitelre képes. Így egyidejűleg lehet telefonálni, ugyanakkor internetezni is, mégpedig a (Magyarországon 1997-ben bevezetett) hagyományos betárcsázós internet kapcsolathoz képest valamivel nagyobb sebességgel (64 kbit/s) és stabilabban. Ha mindkét csatornát egyaránt adatátvitelre használják, 128 kbit/s sebességet lehetett vele elérni. A telefon-, fax- és internetszolgáltatásból egyidejűleg bármely kettő használható, vagy akár két telefonbeszélgetést is bonyolíthatunk párhuzamosan. A digitális fax működése is eltér a hagyományostól, a gép felismeri a karaktert (ha szöveges a dokumentum), és csak annak kódját továbbítja digitálisan. Tehát szöveg küldése vagy fogadása gyorsabb, közben ráadásul telefonálni vagy internetezni is lehet.
Az ISDN-vonalnak legalább egy vezérszámot és egy további hívószámot biztosít a távközlési szolgáltató. A vezérszám a faliközpont üzemkiesése esetén is működik. A telefonkészülék tudásától függően különböző csengetések is beprogramozhatók.
Az ISDN-vonal használatával történő internethasználat kapcsolt vonali hozzáférésnek minősül, amely megoldást az ADSL szorította a háttérbe, mely analóg telefonvonalon is működik. Ma már az ISDN elsősorban azon felhasználók számára jelent jó választást, akik két, vagy a vonal teljesítményétől függően több telefonvonalat kívánnak használni, mivel egy ISDN-vonal fenntartása olcsóbb, mint két, illetve a vonal tudásának megfelelő számú önálló analóg előfizetés díja.
Az ISDN vonalakat a 2000-es években elterjedt VoIP technológia elavulttá tette, mivel a meglévő ADSL vagy egyéb internetes kapcsolatokon fajlagosan a legkedvezőbb költségért lehet plusz vonalakkal bővíteni a meglévő vonalak számát. Magyarországon az ISDN fénykora 1996-2002 között volt, amikor a hagyományos analóg vonalakhoz képest előnyt jelentett a plusz telefonvonal (pl: fax vagy modem kapcsolathoz). Különösen a PRI (Primer ISDN) vonal ára volt jelentősen kedvezőbb 30 analóg fővonali csatlakozás díjazásánál. 2001-től kezdve szorította ki a gyorsabb ADSL és a kábeltelevíziós hálózatokon továbbított szélessávú technológiájú internet szolgáltatás. A legkorszerűbb pedig az üvegszálas kábelekkel kiépített rendszer

## Fordítás
- Ez a szócikk részben vagy egészben  az   ISDN telefono című eszperantó Wikipédia-szócikk fordításán alapul.  Az eredeti cikk szerkesztőit annak laptörténete sorolja fel. Ez a jelzés csupán a megfogalmazás eredetét és a szerzői jogokat jelzi, nem szolgál a cikkben szereplő információk forrásmegjelöléseként.